# Obras variadas para piano solo (Rajmáninov)

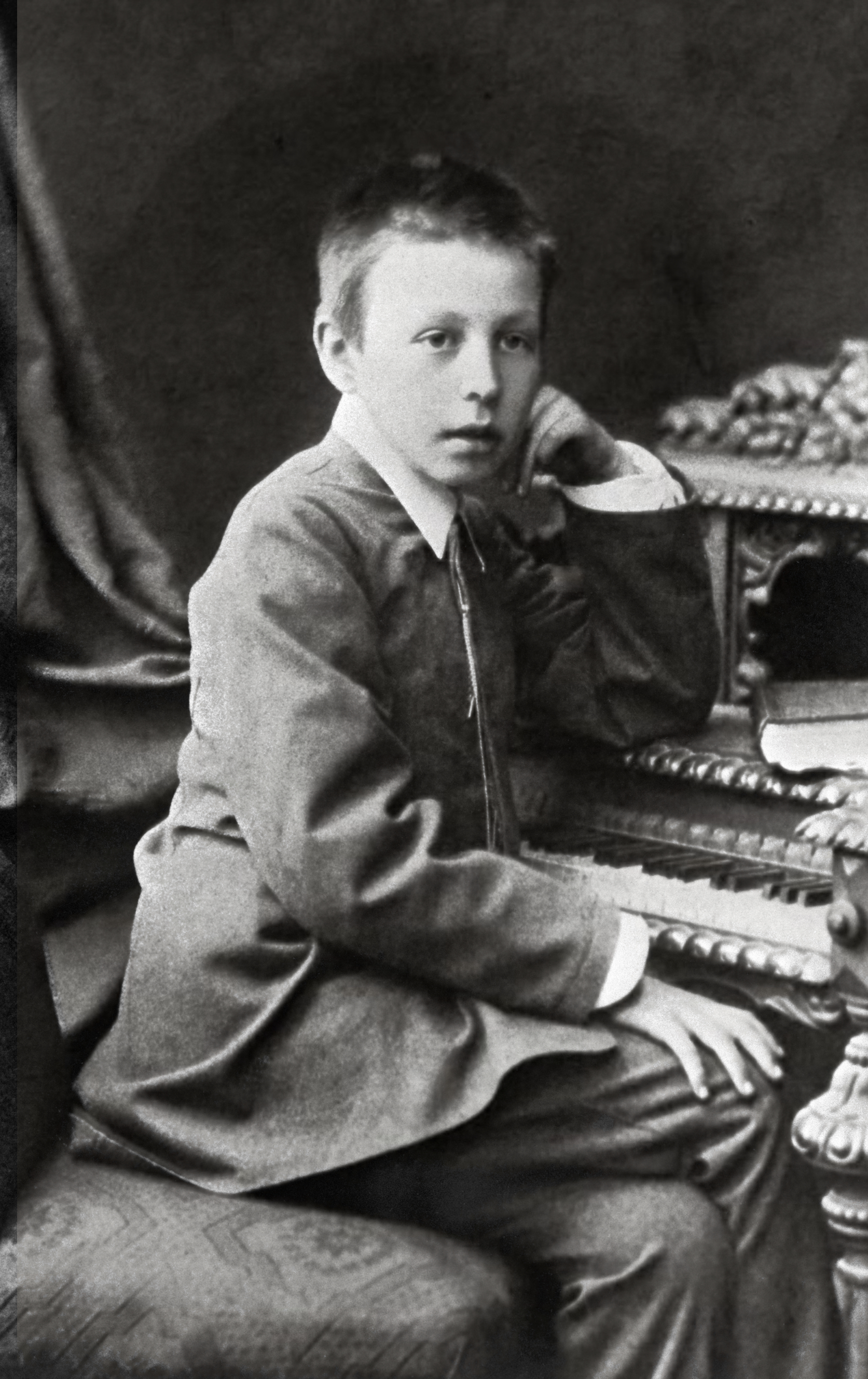
Rajmáninov, fotografiado aquí con diez años, produjo la mayoría de las piezas que no están en su lista de opus antes de los catorce.

El compositor Serguéi Rajmáninov produjo varias piezas para piano que se perdieron, no fueron publicadas o que no les fue asignado un número de opus. Aunque a menudo son despreciadas como parte del repertorio concertístico, son sin embargo parte de su obra. Compuso dieciséis piezas de este tipo y el resto no ha llegado a nuestros días. Diez de estas piezas fueron compuestas antes que completara el Concierto para piano n.º 1, su primer opus, y el resto fue intercalado durante su vida. En estas obras ocasionales, puede apreciarse la influencia de otros compositores, tales como Frédéric Chopin y Piotr Chaikovski. Las obras más importantes, los Tres nocturnos y las Cuatro piezas, son series de piezas muy elaboradas que son sus primeros intentos de lograr una estructura cohesiva entre varias piezas. El Esbozo oriental y el Preludio en re menor, dos piezas compuestas al final de su vida, son obras cortas que ejemplifican su estilo como compositor maduro. Aún compuestas siendo un niño o un adulto, estas piezas cubren un amplio espectro de formas musicales manteniendo su característico estilo ruso.

## Obras
Durante el otoño de 1885, Rajmáninov, que contaba con doce años, entró en la casa de Nikolai Zverev para recibir clases privadas de piano y a finales de mayo de 1886, Zverev llevó a sus estudiantes a Crimea, donde Rajmáninov continuó sus estudios, esperando entrar a la clase de armonía de Antón Arenski en el Conservatorio de Moscú. Durante este periodo Rajmáninov creó su primera composición, una obra de dos páginas llamada Estudio en fa sostenido menor (el manuscrito no ha llegado a nuestros días). Tras ser admitido en la clase, produjo más ejercicios, siendo el primero de ellos un Lento en re menor; es la única pieza que ha sobrevivido de las diez que se cree que compuso.
Como compositor independiente, el siguiente proyecto de Rajmáninov fue un grupo titulado Tres nocturnos, considerado como su primer intento serio de escribir para el piano. El primer nocturno, en fa sostenido menor, fue escrito del 14 al 21 de noviembre de 1887 y tiene tres partes: un comienzo y final marcado andante cantabile y una parte central marcada allegro. Los andantes más lentos son secciones suaves, influidos por Piotr Chaikovski, mientras que el allegro es innatural y rígido e inusualmente rápido para un nocturno. La segunda pieza, en fa mayor, compuesta del 22 al 25 de noviembre, también contiene una sección lenta emparejada con una sección rápida. La número 3, en do menor, tardó más de un mes en completarse, fechada del 3 de diciembre de 1886 al 12 de enero de 1887. Con una textura acordal repartida por todo el teclado, recuerda a la música de Robert Schumann. Los nocturnos fueron publicados póstumamente en Moscú en 1949 sin número de opus.
Las Cuatro piezas de 1887 son quizás las primeras obras integradas de Rajmáninov. Cada una tiene un objetivo claro y un método para alcanzarlo y todas muestran una fluidez notablemente más avanzada que en los nocturnos. La Romanza inicial, en fa sostenido menor, recuerda a la ternura de Frédéric Chopin. El Preludio en re bemol menor es una pieza sin nada especial pero bien pensada. La tercera, una Melodía en re mayor, es bastante expresiva, pero la Gavota en re mayor es, aunque repetitiva, la pieza más energética y vigorosa. Fueron publicadas póstumamente en Moscú en 1948 sin número de opus.
En 1890, tras unas vacaciones en Ivanovka, la residencia de verano de la familia, Rajmáninov escribió una carta a Natalia Skalon, una amiga de la familia de Moscú, contándole que tenía que escribir una fuga para la clase de Arenski, «una circunstancia desagradable no importa como la mires». No obstante, llegó a parecer más un canon que una fuga y fue publicada en 1949 como Canon en re menor. Aunque fue escrita como un ejercicio, la pieza transmite la impresión no de un ejercicio académico de contrapunto sino el de un vivo arrebato. La textura y la armonía muestran el suficiente avance sobre sus anteriores Cuatro Piezas para indicar que se había mostrado sensato al no publicarlas como su opus n.º 1.

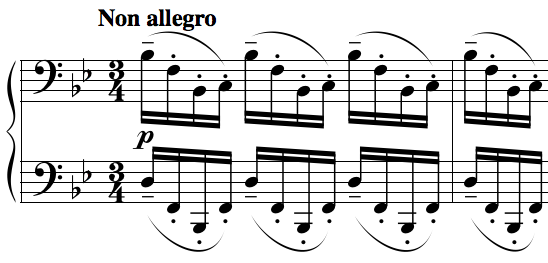
Esbozo oriental (1917) es el nombre dado a la pieza por el editor aunque no fue escrita para representar nada oriental

En 1891, Rajmáninov compuso su Concierto para piano n.º 1 (su primer opus oficial) y más tarde en julio, una pequeña pieza, el Preludio en fa mayor, que revisó posteriormente para incluir el violonchelo. Durante este periodo, en 1892, también compuso las Morceaux de Fantaisie.
Pasó la mayor parte de los años siguientes escribiendo sus piezas orquestales, entre ellas La Roca (1893) y el Caprice Bohémien (1895). Su vuelta a la composición pianística a principios de 1896 estuvo marcada por su contribución a las Cuatro improvisaciones, una colaboración con Antón Arenski, Aleksandr Glazunov y Sergéi Tanéyev. Tras completar los Seis Moments Musicaux en 1896, Rajmáninov compuso una única pieza titulada Morceau de Fantaisie en sol menor el 11 de enero de 1899. La subtituló como «Delmo», sin embargo no se sabe lo que esto realmente significa. Escrita en dos páginas, se caracteriza por un enfático y corto clímax. También compuso una Fughetta en fa mayor en febrero de ese año, que también es corta y tiene un contrapunto limpio. Compuso la mayor parte de sus obras publicadas durante este periodo, empezando con las Variaciones sobre un tema de Chopin.
Tras los nueve Études-Tableaux, Op. 39, Rajmáninov compuso varias obras de menor tamaño en 1917. El Esbozo oriental es una rápida pieza llena de semicorcheas. La pieza no está relacionada con nada oriental; el título fue idea del editor. El Preludio en re menor, una pieza oscura con movidos acordes rápidos y trémolos que en repetidas ocasiones bajan al registro grave, es una manifestación de su descontento con la Revolución de octubre. El manuscrito sobrevivió y fue publicado por primera vez en 1973. Su penúltima obra para piano (sólo las Variaciones sobre un tema de Corelli vendrían después), fue una pieza de una página titulada Fragmentos, una corta pieza nostálgica de sus últimos días en Moscú. Fue publicada por primera vez en la revista The Etude, en 1919.